# Hammarbykyrkan
Hammarbykyrkan är en EFS-kyrka i Hammarbyhöjden i södra Stockholm.

## Historik
Hammarbykyrkan invigdes 1969. Den har historiska rötter i Blasieholmskyrkan som uppfördes 1867 av Gustaf Emanuel Beskow. Den såldes och revs på 1964. Pengarna från försäljningen samlades i en fond som användes för att bygga Hammarbykyrkan. Hammarbykyrkans entré pryds av en medaljong av Blasieholmskyrkans grundare Beskow.
Hammarbykyrkan drivs idag av den ideella föreningen EFS Missionsförening i Hammarbykyrkan. Kyrkan hade tidigare ett ekonomiskt samarbetsavtal med Skarpnäcks församling som upphörde 1 juli 2013.
I Hammarbykyrkan bedrivs en omfattande verksamhet för alla åldrar, som småbarnssång, ungdomsträffar, konfirmationsundervisning, söndagsskola, körverksamhet för barn och vuxna och pensionärsverksamhet. Varje söndag hålls gudstjänst enligt Svenska kyrkans ordning.

## Kyrkobyggnaden
Nuvarande kyrka uppfördes åren 1967-1970 efter ritningar av arkitekt Erik Lindgren. Kyrkan har en stomme av betong och fasader belagda med brunt tegel. Kyrksalen finns i byggnadens andra våning och har en rak vägg mot sydväst med fönster som sträcker sig från golv till tak. Kyrksalens vägg mot nordost är flerkantig och har få fönster. Innertaket är klätt med skivor av träfanér. Golvet är belagt med brunröd klinker. Korgolvet är belagt brunt tegel som bildar en förhöjning.
Mot nordost finns en tillbyggnad  som uppfördes 1979-1982 efter ritningar av arkitekt Olof Eskils. Tillbyggnaden inrymmer församlingslokaler, studierum, expedition, arkiv, förråd, motionsrum och omklädningsrum.

## Inventarier
- Predikstolen är av lackat trä och omgärdas av en låg tegelmur. Predikstolsklädet är tillverkat av Matilda Sundberg och pryds av en duva.
- Altaret består av en tjock furuskiva som vilar på ett fundament av tegel. Till vänster om altaret står ett högt träkors.
- Vid korets vänstra vägg finns en dopfunt av furu med skål av hamrad mässing.
- En ljusbärare är tillverkad 1993 av smeden Gustaf Jansson.
- Bänkinredningen består av furubänkar med dynor samt stolar med sadelgjordssitsar.